# Señora tentación (película)
Señora tentación es una película musical mexicana de 1948, escrita dirigida por José Díaz Morales y protagonizada por David Silva, Susana Guízar y Ninón Sevilla. Esta cinta está basada en el bolero homónimo de Agustín Lara.

## Argumento
Blanca (Susana Guízar) es una hermosa mujer privada del sentido de la vista. Blanca vive enamorada de Andrés (David Silva) un compositor que busca alcanzar la fama. Trini (Ninón Sevilla) es una exótica rumbera de carácter fuerte que también está enamorada de Andrés y con sus encantos llamará su atención haciéndolo dudar de sus sentimientos por Blanca.

## Reparto
- Susana Guízar ... Blanca Flores
- David Silva ... Andrés Valle
- Ninón Sevilla ... Trini
- Hilda Sour ... Hortensia
- Jorge Mondragón ... Alberto López
- Kiko Mendive ... (intervención musical)
- Agustín Lara .... (intervención musical)
- Los Ángeles del Infierno .... (intervención musical)

## Comentarios
Película creada como vehículo de lucimiento para la rumbera cubana Ninón Sevilla, quien opaca con su presencia a la pareja protagónica (David Silva y Susana Guízar). Se cuenta la anécdota de cuando la actriz Mapy Cortés dirigió un irónico reclamo a Susana Guízar en una de las salas de proyección de los Estudios Churubusco: "Estarás contenta de amadrinar el debut de dos rumberas cubanas en el Cine Mexicano". Y en efecto, contenta o no de haberlas amadrinado, Susana fue la protagonista de las cintas Noches de ronda (1943) y Señora tentación (1948), donde tuvieron sus primeros roles importantes María Antonieta Pons y Ninón Sevilla respectivamente.